# Moustapha Saad
Moustapha Saad (1951-2002) est un homme politique libanais.

## Biographie
Originaire de Saïda, titulaire d'un diplôme d'ingénieur agronome de l'université de Moscou en 1975, il rentra au Liban à la suite de l'assassinat de son père, l'ancien député Maarouf Saad, fin février 1975 et lui succéda à la tête de l'Organisation Populaire Nassérienne.
Il prit part à la guerre civile libanaise auprès des forces palestiniennes, musulmanes et progressistes dès 1975 et à la résistance contre l'occupation israélienne à partir de 1978.
Il survécut à trois tentatives d'assassinats, en 1985 (qui coûta la vie à sa fille Natacha et qui lui fit perdre la vue), en 1987 et en 1995.
Il fut élu député sunnite de Saïda en 1992, 1996 et en 2000. Cette année-là, il récolta 211 755 voix, soit le plus grand nombre de voix jamais atteint par un candidat aux législatives de l'histoire du Liban.
Prosyrien et propalestinien, allié du Hezbollah, proche de l'ancien député Najah Wakim, il fut aussi connu pour son opposition radicale à Rafiq Hariri et à sa sœur Bahia Hariri, sa rivale historique à Saïda.
Il meurt en juillet 2002 d'un cancer à l'hôpital américain de Beyrouth,. Son frère Oussama Saad lui succède.